# フランシスコ・ザビエル
フランシスコ・ザビエル（スペイン語: Francisco de Xavier または Francisco de Jasso y Azpilicueta, 1506年4月7日 - 1552年12月3日）は、カトリック教会の司祭、宣教師。
ポルトガル王ジョアン3世の依頼でインドのゴアに派遣され、1549年（天文18年）に日本に初めてキリスト教を伝えたことで特に有名である。また、日本やインドなどで宣教を行い、聖パウロを超えるほど多くの人々をキリスト教信仰に導いたといわれている。カトリック教会の聖人で、記念日は12月3日。

## 名前
生家のハビエル城は、フランスとの国境に近い北スペインのナバラ王国のハビエルに位置し、バスク語で「新しい家」を意味する「エチェベリ（家〈etxe〉+ 新しい〈berria〉）」のイベロ・ロマンス風訛りで、フランシスコの姓はこの町に由来する。また、「エチェベリ（家〈etxe〉+ 新しい〈berria〉）」は「Chavier」や「Xabierre」などとも綴られる。「Xavier」は当時のカスティーリャ語の綴りであり、発音は「シャビエル」であったと推定される。なお、現代スペイン語では「Javier」と表記され、「ハビエル」と読む。
敬称として、聖フランシスコ・ザビエル（Saint Francis Xavier）やカタカナ転写した、サン・フランシスコ・ザビエルなどと言われるが、本項では敬称なしで表記する。
かつて、日本のカトリック教会では慣用的に「ザベリオ」（イタリア語読みから。「サヴェーリョ」がより近い）という呼び名を用いていた。
現在は主に「ザビエル」が用いられるほか、ザビエルにゆかりのある山口県では「サビエル」と呼ばれる（例：山口サビエル記念聖堂、サビエル高等学校）例もある。

## 生涯

### 青年期まで

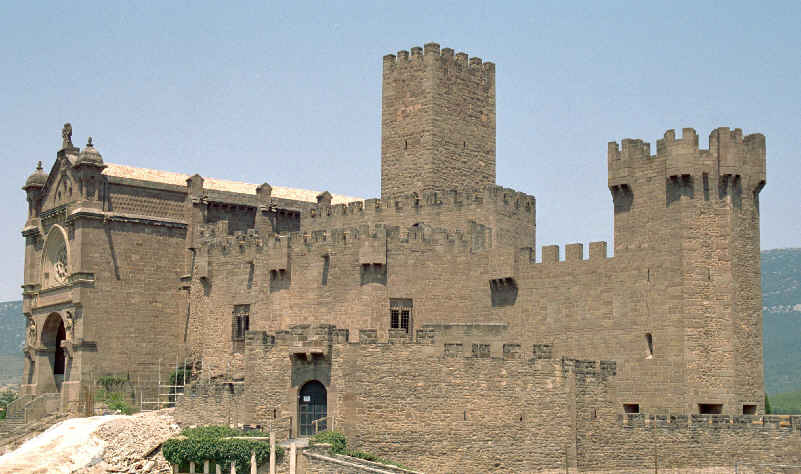
ハビエル城

1506年4月7日、フランシスコ・ザビエルはナバラ王国のパンプローナに近いハビエル城で生まれ、バスク人の地方貴族の家で育った。5人姉弟（兄2人、姉2人）の末っ子で、父はフアン・デ・ハッソ、母はマリア・デ・アズピリクエタ。父はナバラ王フアン3世の信頼厚い家臣として宰相を務め、フランシスコが誕生した頃、60歳を過ぎていた。ナバラ王国は小国ながらも独立を保ってきたが、1515年にカスティーリャ王国に併合される。父・フアンはこの激動の中で逝去した。ザビエルの一族はバスク人とスペイン、フランスの間での複雑な争いに翻弄される。
1525年、19歳で名門パリ大学に留学。聖バルバラ学院に入り、自由学芸を修め、哲学を学んでいる時にフランス出身の若きピエール・ファーヴルと同室になる。のちにザビエルと同様にバスクから来た37歳の転校生イニゴ（イグナチオ・デ・ロヨラ）も加わる。イニゴはパンプローナの戦いで片足の自由を失い傷痍軍人として故郷のロヨラ城で療養の後、スペインのアルカラ大学を経てパリ大学モンテーギュ学院で学んでいた。1529年、ザビエルの母が死亡。4年後、ガンディアの女子修道院長だった姉も亡くなる。ザビエルは哲学コースの最後の課程に入っていたが、ロヨラから強い影響を受け、聖職者を志す。1534年8月15日、ロヨラ、ザビエル、ファーヴルとシモン・ロドリゲス、ディエゴ・ライネス、ニコラス・ボバディリャ、アルフォンソ・サルメロンの7人が、モンマルトルの聖堂において神に生涯を捧げるという誓いを立てた。これが「モンマルトルの誓い」であり、イエズス会の創立である。この時のミサは、当時唯一司祭となっていたファーヴルが執り行った。
一同はローマ教皇パウルス3世の知遇を得て、叙階許可を与えられたので、1537年6月、ヴェネツィアの教会でビンセンテ・ニグサンティ司教によって、ザビエルもロヨラらと司祭に叙階された。彼らはエルサレム巡礼の誓いを立てていたが、国際情勢の悪化で果たせなかった。

### 東洋への出発

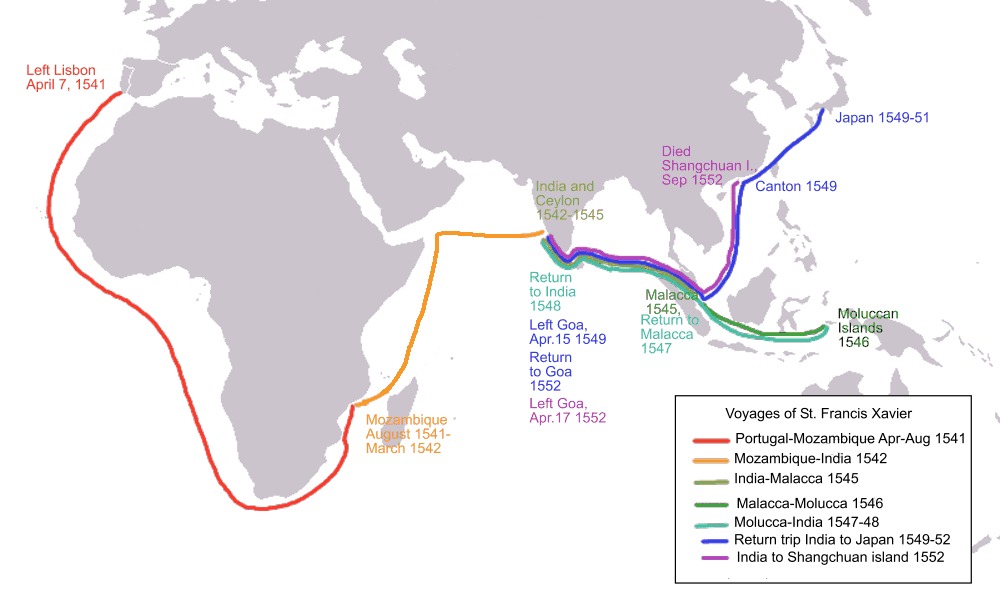
ザビエルがとった航路

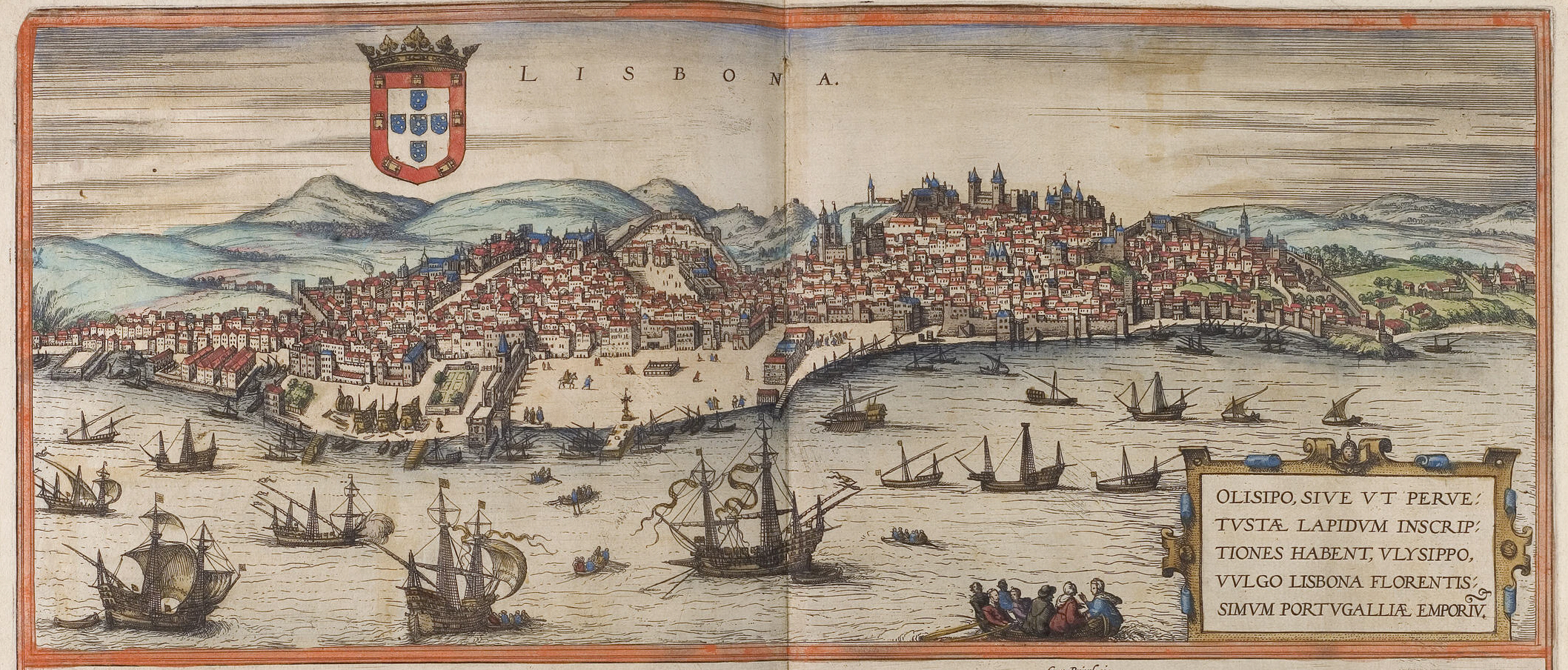
リスボン（1572年の図）
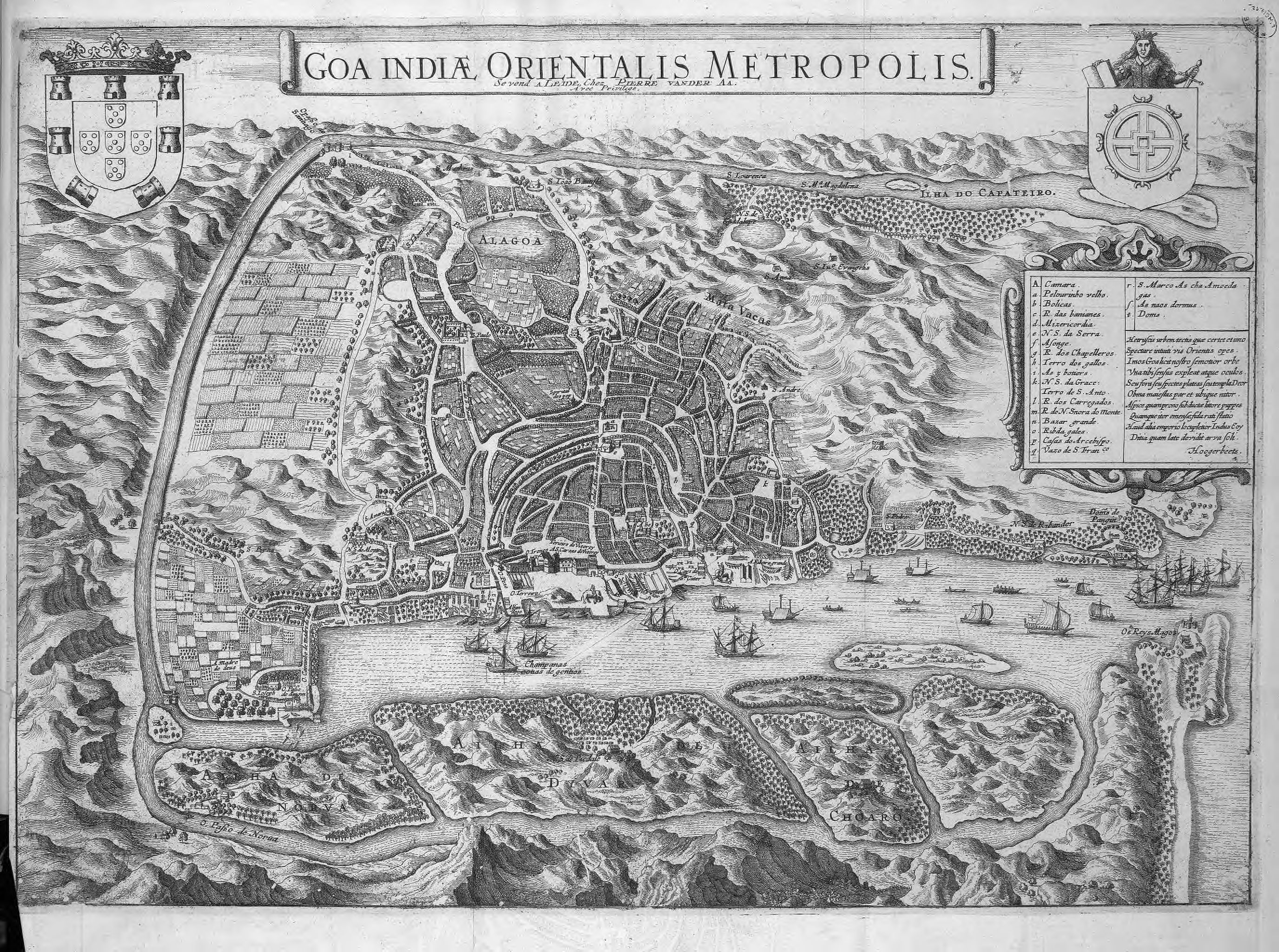
ゴアの古地図（18世紀の作）
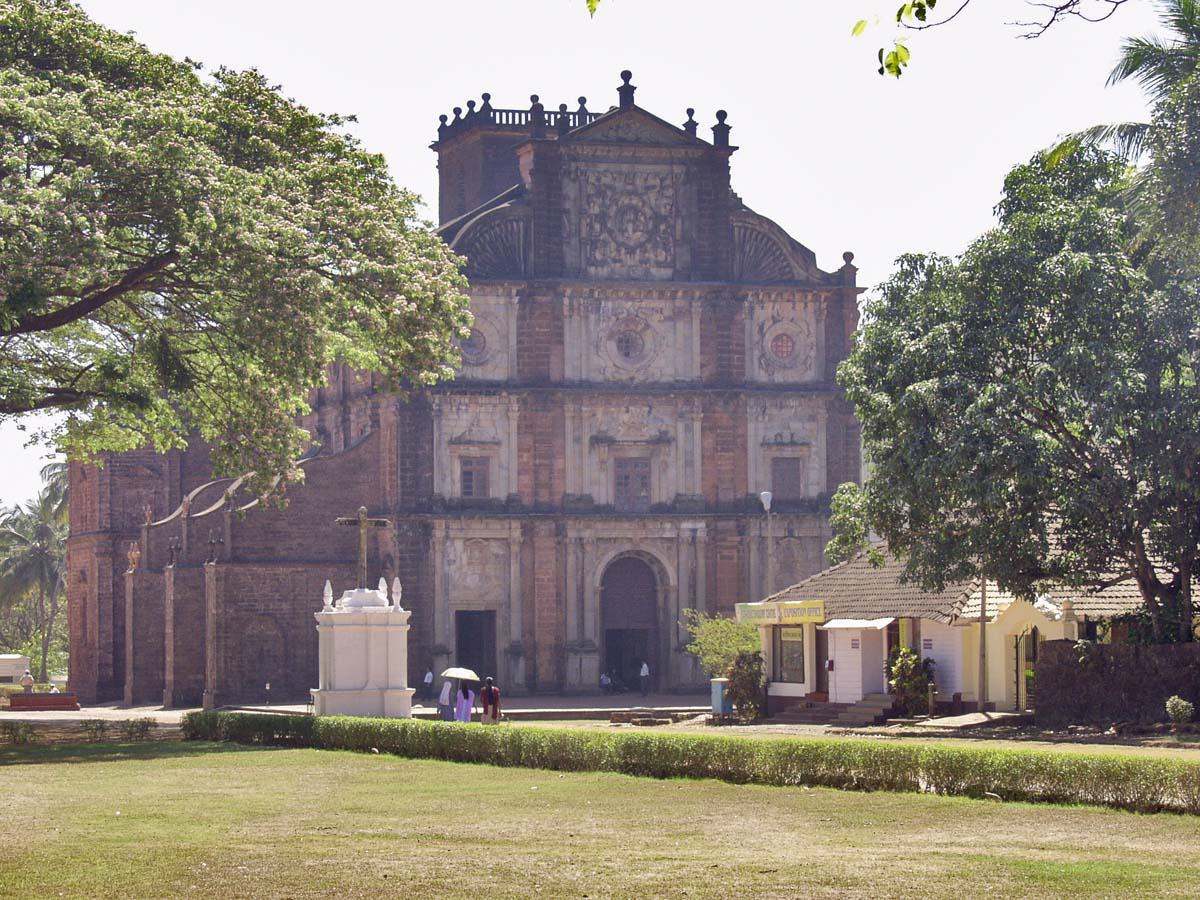
ゴア、ボム・ジェズ教会外観
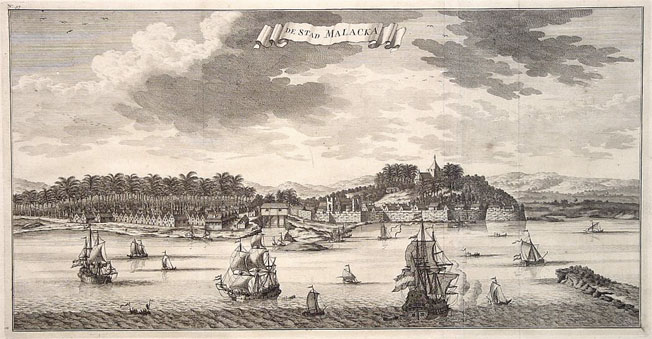
マラッカの港と要塞（オランダ統治時代の1726年の図）

当初より世界宣教をテーマにしていたイエズス会は、ポルトガル王ジョアン3世の依頼で、会員を当時ポルトガル領だったインド西海岸のゴアにニコラス・ボバティリャとシモン・ロドリゲスを派遣する事になった。しかし、ニコラスが出発直前に熱病にかかり、当時ロヨラの秘書で布教先が未定だったザビエルに白羽の矢が立った。ザビエルはインドへの布教を即座に承諾。1540年3月15日に慌ただしくローマを出発した。ザビエルは先に出発していたシモン・ロドリゲスとともにポルトガル経由でインドに発つ予定であったが、ロドリゲスがリスボンで引き止められたため、彼は他の3名のイエズス会員（ミセル・パウロ、フランシスコ・マンシリアス、ディエゴ・フェルナンデス）と1541年4月7日にリスボンを出発した（ちなみにこの日は彼の35歳の誕生日である）。8月にアフリカのモザンビークに到着、秋と冬を過して1542年2月に出発、5月6日ゴアに到着。そこを拠点にインド各地で宣教し、1545年9月にマラッカ、1546年1月にはモルッカ諸島に行き、布教活動を行った。マラッカに戻り、1547年12月に出会った鹿児島出身の武士ヤジロウ（アンジロー〈音訳 安次郎〉）はザビエルに日本に来るよう勧めた。

### 日本へ

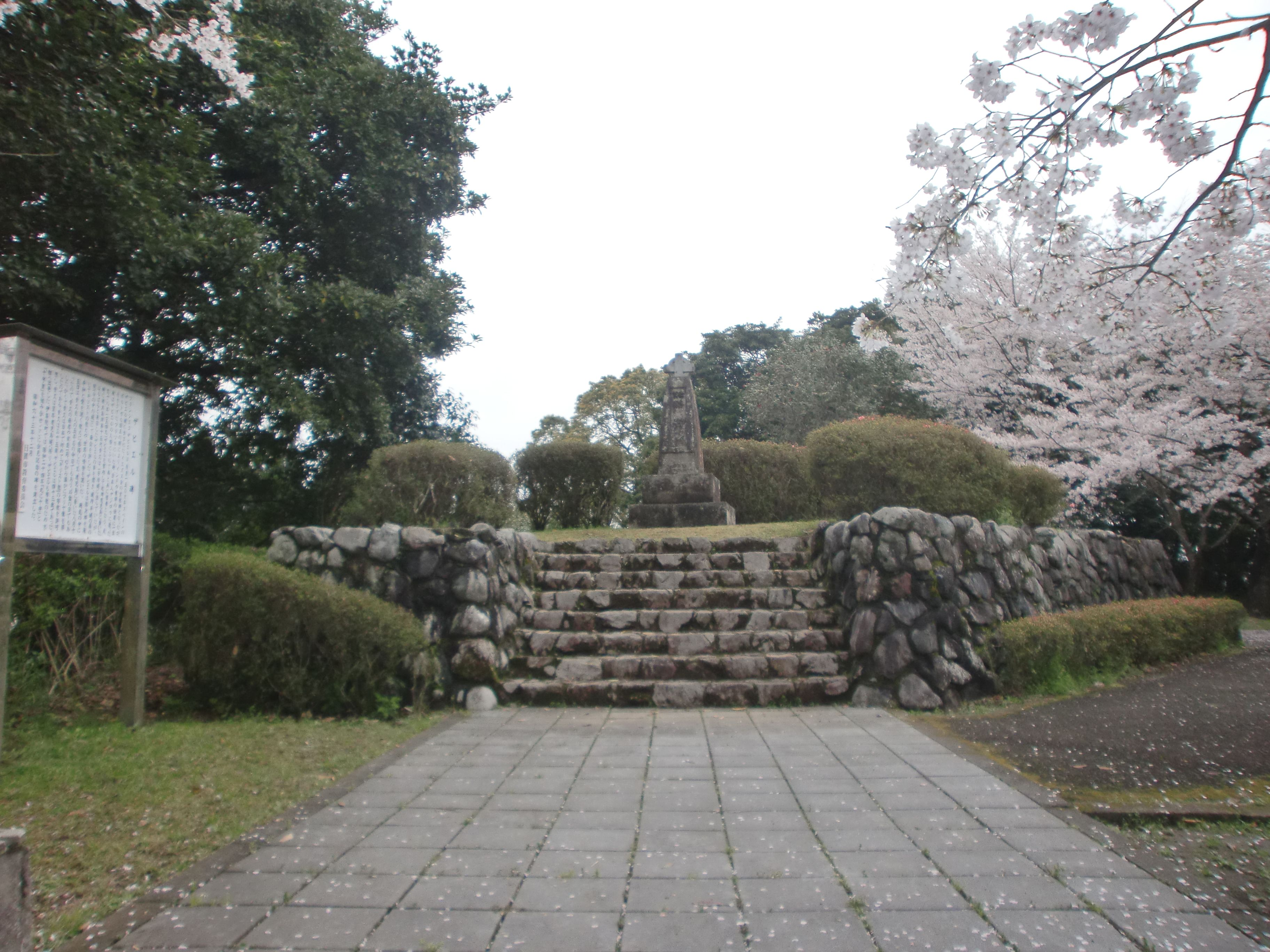
ザビエル会見の地（一宇治城）

1548年11月にゴアで宣教監督となったザビエルは、翌1549年4月15日、イエズス会士コスメ・デ・トーレス神父、フアン・フェルナンデス修道士、マヌエルという中国人、アマドールというインド人、ゴアで洗礼を受けたばかりのヤジロウら3人の日本人とともにジャンク船でゴアを出発、日本を目指した。
一行は明の上川島（広東省江門市台山）を経由し、ヤジロウの案内でまずは薩摩半島の坊津に上陸。許しを得て、1549年（天文18年）8月15日に現在の鹿児島市祇園之洲町に来着した。この日はカトリックの聖母被昇天の祝日にあたるため、ザビエルは日本を聖母マリアに捧げた。
1549年9月には伊集院城（一宇治城／現・鹿児島県日置市伊集院町大田）で薩摩国の守護大名・島津貴久に謁見、宣教の許可を得た。
ザビエルは薩摩での布教中、福昌寺の住職で友人の忍室文勝（）と好んで宗教論争を行ったとされる。後に日本人初のヨーロッパ留学生となる鹿児島のベルナルドなどにもこの時に出会う。
貴久が仏僧の助言を聞き入れ禁教に傾いたため、「京にのぼる」ことを理由に薩摩を去った（仏僧とザビエル一行の対立を気遣った貴久のはからいとの説もある）。
1550年（天文19年）8月、ザビエル一行は肥前国平戸に入り、宣教活動を行った。同年10月下旬には、信徒の世話をトーレス神父に託し、ベルナルド、フェルナンデスと共に京を目指し平戸を出立。11月上旬に周防国山口に入り、無許可で宣教活動を行う。周防の守護大名・大内義隆にも謁見するが、男色を罪とするキリスト教の教えが義隆の怒りを買い、同年12月17日に周防を発つ。岩国から海路に切り替え、堺に上陸。豪商の日比屋了珪の知遇を得る。

### 失意の京滞在・山口での宣教
1551年（天文20年）1月、日比屋了珪の支援により、一行は念願の京に到着。了珪の紹介で小西隆佐の歓待を受けた。
ザビエルは、全国での宣教の許可を「日本国王」から得るため、インド総督とゴアの司教の親書と後奈良天皇および征夷大将軍・足利義輝への拝謁を請願。献上の品が無かったから請願は棄却。比叡山延暦寺の僧侶達との論戦も試みるが拒まれた。戦乱による室町幕府の権威失墜も背景にあると見られ、当時の御所や京の町はかなり荒廃していたとの記録もある。京での滞在を諦めたザビエルは山口を経て、1551年3月、平戸に戻る。
ザビエルは平戸に置き残していた献上品を携え、三度山口に入った。1551年4月下旬、大内義隆に再謁見。経験から貴人との会見時には外観が重視されると知ったザビエルは一行を美服で装い、珍しい文物を義隆に献上した。献上品は天皇に捧呈しようと用意していたインド総督とゴア司教の親書の他、望遠鏡、洋琴、置時計、ギヤマンの水差し、鏡、眼鏡、書籍、絵画、小銃などであった。ザビエルは初めて日本に眼鏡を持ち込んだといわれる。
品を喜んだ義隆はザビエルに宣教を許可し、信仰の自由を認めた。廃寺となっていた大道寺をザビエル一行の住居兼教会として与えた（日本最初の常設の教会堂）。ザビエルは大道寺で一日に二度の説教を行い、約2ヵ月間の宣教で獲得した信徒数は約500人。
また、山口での宣教中、ザビエルたちの話を座り込んで熱心に聴く盲目の琵琶法師がいた。彼はキリスト教の教えに感動してザビエルに従い、ロレンソ了斎と名乗る。

### 豊後国での宣教
ザビエルは、豊後国府内（現在の大分県大分市）にポルトガル船が来着したとの話を聞きつけ、山口での宣教をトーレスに託し、自らは豊後へ赴いた（この時点での信徒数は約600人以上といわれる）。1551年9月、ザビエルは豊後国に到着。守護大名・大友義鎮（後の宗麟）に迎えられ、その保護を受けて宣教を行った（後に大友家臣団の対立の原因となった）。

### 再びインドへ
日本滞在が2年を過ぎ、ザビエルは一旦インドに戻る事を決意。1551年11月15日、日本人青年4人（鹿児島のベルナルド、マテオ、ジュアン、アントニオ）を選んで同行させ、トーレス神父とフェルナンデス修道士らを残して出帆。種子島、中国の上川島を経てインドのゴアを目指した。1552年2月15日、ゴアに到着すると、ザビエルはベルナルドとマテオを司祭の養成学校である聖パウロ学院に入学させた。マテオはゴアで病死するが、ベルナルドは学問を修めてヨーロッパに渡った最初の日本人となった。

### 終焉、死後列聖

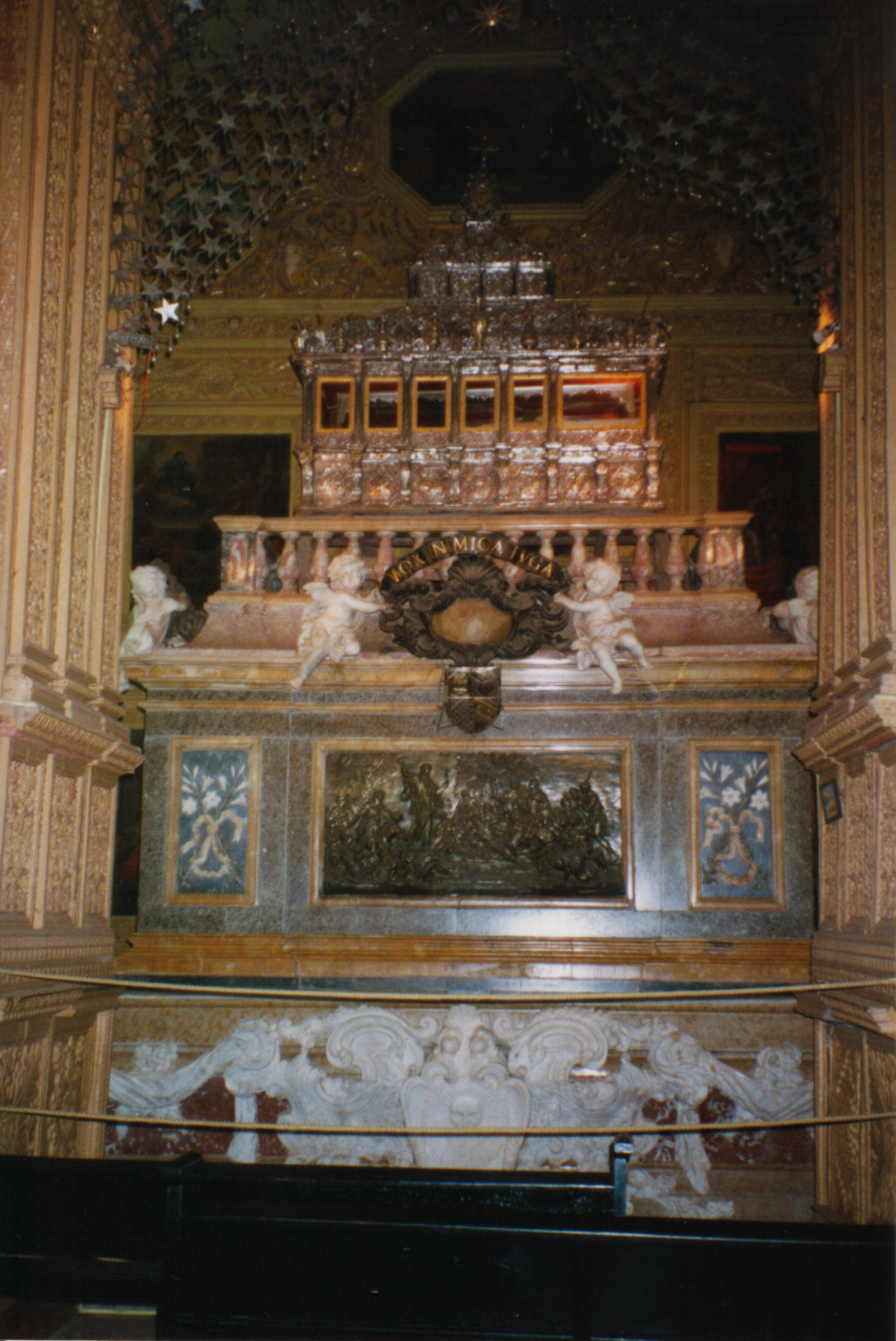
ゴアのボム・ジェズ教会内・ザビエルの遺体が安置された棺

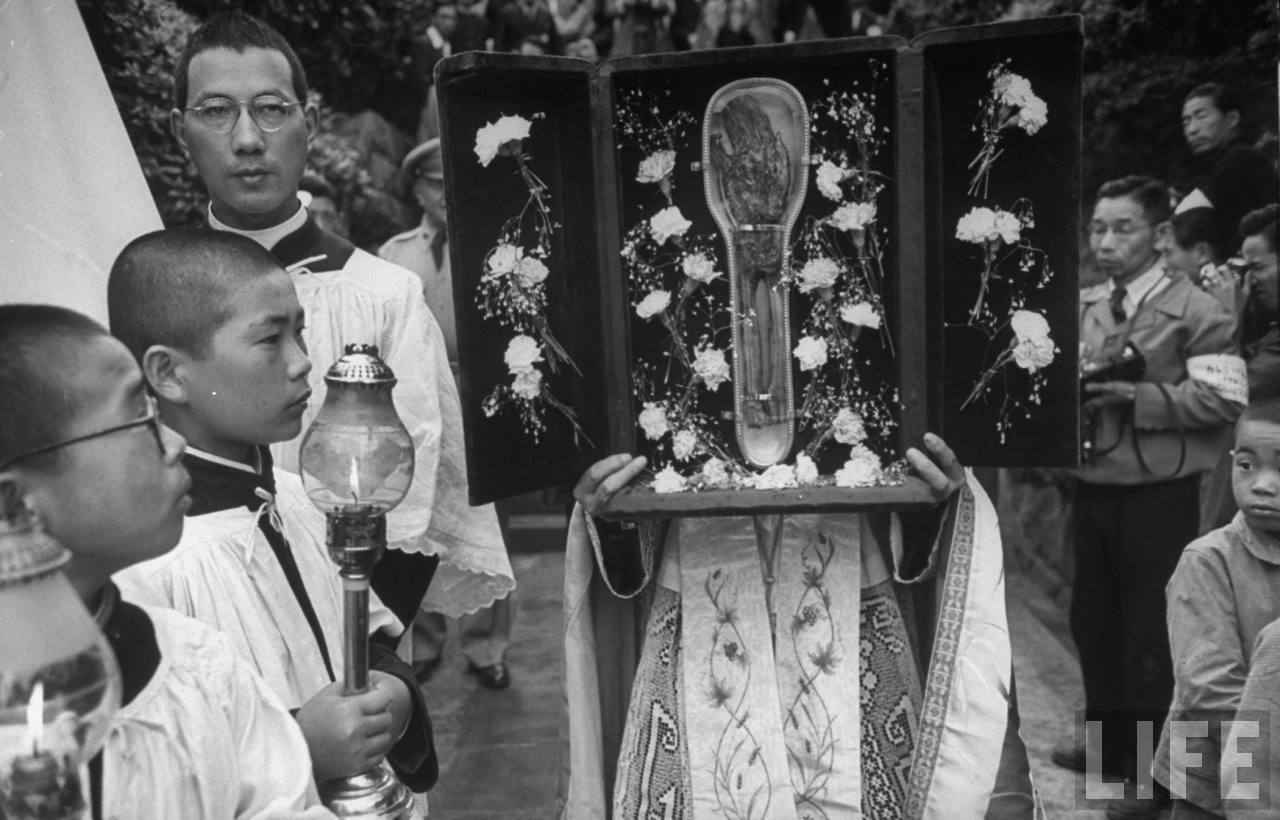
1949年に日本に運ばれたザビエルの右腕

1552年4月、ザビエルは、日本での布教のためには日本文化に大きな影響を与えている中国での宣教が不可欠と考え、バルタザール・ガーゴ神父を自分の代わりに日本へ派遣。ザビエル自らは中国を目指し、同年9月上川島に到着した。しかし中国への入境は思うようにいかず、ザビエルは病を発症。12月3日、上川島でこの世を去った。46歳であった。
遺骸は石灰を詰めて納棺し海岸に埋葬された。1553年2月にマラッカに移送し、ゴアに移され、1554年3月16日から3日間、聖パウロ聖堂にて棺から出され一般に拝観が許された。参観者の一人の婦人が右足の指2本を噛み切って逃走した。この2本の指は彼女の死後聖堂に返され、1902年に1個がハビエル城に移された。遺骸は現在ボム・ジェズ教会に安置されている。棺の開帳は10年に1度行われ、最新の開帳は2014年11月23日から2015年1月4日の間に行われた。
右腕下膊は、1614年にローマのイエズス会総長の命令で、セバスティアン・ゴンザーレスにより切断された。この時本人の死後50年以上経過しているにも係わらず右腕からは鮮血がほとばしり、これをもって「奇跡」とされた。以後、この右腕はローマ・ジェズ教会に安置されている。この右腕は1949年（ザビエル来朝400年記念）および1999年（同450年記念）に日本へ、また2018年にはカナダに運ばれ、腕型の箱に入れられたまま展示された。右腕上膊はマカオに、耳・毛はリスボンに、歯はポルトに、胸骨の一部は東京になどと分散して保存されている。ザビエルは1619年10月25日に教皇パウルス5世によって列福され、1622年3月12日に盟友イグナチオ・ロヨラとともに教皇グレゴリウス15世によって列聖された。

## ザビエルと日本人
- 日本人の印象について、「この国の人びとは今までに発見された国民の中で最高であり、日本人より優れている人びとは、異教徒のあいだでは見つけられないでしょう。彼らは親しみやすく、一般に善良で悪意がありません。驚くほど名誉心の強い人びとで、他の何ものよりも名誉を重んじます。[10]」と高評価を与えている[11]。
- ザビエルが驚いたことの一つは、キリスト教において重い罪とされていた衆道（同性愛又は男色）が日本において行われていたことであった。
- 布教は困難をきわめた。初期には通訳を務めたヤジロウのキリスト教知識のなさから、キリスト教の神を「大日」と訳して「大日を信じなさい」と説いたため、仏教の一派と勘違いされ、僧侶に歓待されたこともあった。ザビエルは誤りに気づくと「大日」の語をやめ、「デウス」というラテン語をそのまま用いるようになった。以後、キリシタンの間でキリスト教の神は「デウス」と呼ばれることになる(インカルチュレーションも参照)。
- 幕末に滞日したオランダ人医師ポンペはその著書の中で、「彼ら日本人は予の魂の歓びなり」と言ったザビエルの物語は広く西洋で知られており、これがアメリカ合衆国政府をしてペリー率いるアメリカ艦隊の日本遠征を決心させる原因となったのは明らかである、と述べている[12]。

## その他
- ザビエルの兄ミゲルの15代目の子孫であるルイス・フォンテスは、子孫であることを知らなかった16歳の時に『大日本帝国』という書物に載っていたザビエルが日本からパリに送った手紙を読んで感動し、母国スペインの神学校を卒業後（1959年）に25歳で来日して教師になり、36歳で日本に帰化して泉類治と名乗って、宇部市のチャペル付きブライダル施設で司祭をしている[13][14]。
- ザビエルは、下野国足利庄五箇郷村（現：栃木県足利市）にあった学校、「足利学校」を「日本国中最も大にして最も有名な坂東のアカデミー（大学）」と記し、高く評価した。
- ザビエルは日本人をヨーロッパに派遣し、キリスト教会の実情とヨーロッパ社会を知らせ、同時にヨーロッパ人に日本人のことを知らせようとした。しかし、後続のフランシスコ・カブラルは日本人が外国語を学ぶことを許さなかったし、アレッサンドロ・ヴァリニャーノが『日本巡察記』に「日本人にキリスト教も仏教と同じくいろいろな宗派に分かれていると知られると布教に悪影響を及ぼす恐れがある」と記したように、ヨーロッパの宗教は統一されていると教えていた[15]。
- 同僚を通じてスペイン国王に「日本を占領することを企てないように」と進言した[15]。
- 堺にポルトガル商館を建て、自分がそこの代理人になってもいい、と書簡で書き送った[15]。

## ザビエルに関連する事物

### ザビエルの名を冠するカトリック教会・団体

#### 日本国内の教会
- 山口サビエル記念聖堂[16]（山口県山口市）

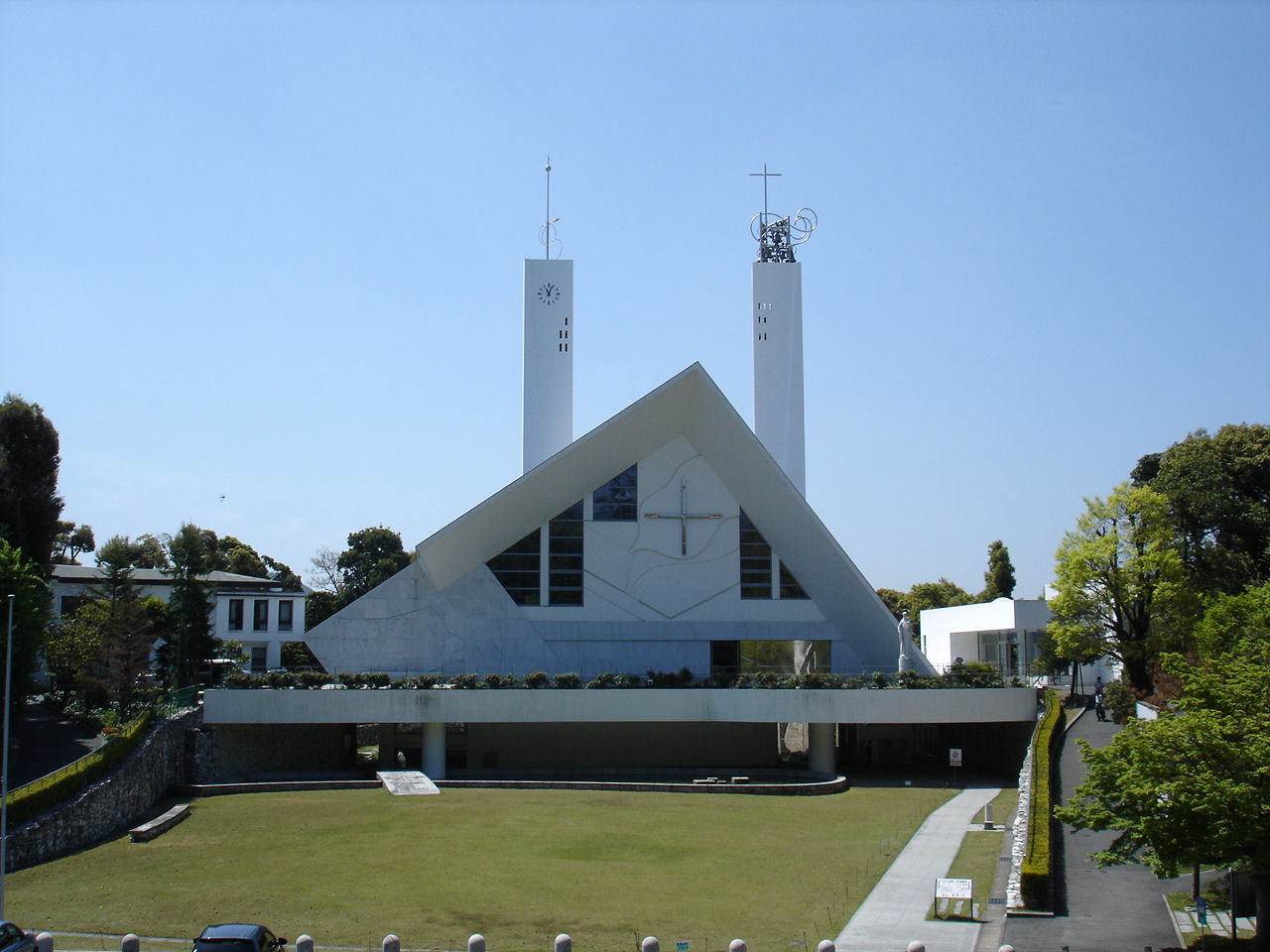
山口サビエル記念聖堂

- 平戸ザビエル記念教会（長崎県平戸市）※教会の保護者は大天使聖ミカエル
- 鹿児島カテドラルザビエル教会[17]（鹿児島県鹿児島市）

このほか、日本国内にはザビエルを教会の保護者（保護聖人）として名を戴く聖堂（教会）が33ある。

#### 日本国内の団体
- 聖ザベリオ宣教会（日本管区・大阪府泉佐野市）
- 郡山ザベリオ学園小学校・中学校[19]（福島県郡山市）
- 会津若松ザベリオ学園小学校・中学校・高等学校[20]（福島県会津若松市）
- サビエル高等学校（山口県山陽小野田市）

#### 日本国外の教会
- スペイン
  - サン・フランシスコ・ハビエル教会（スペイン語版）（カセレス）
  - サン・フランシスコ・ハビエル教会（スペイン語版）（マドリード州ピント）
- フランス
  - サン・フランソワ・グザヴィエ教会（フランス語版）（パリ） - 教会の前に同名の地下鉄の駅がある。
- 中華人民共和国
  - 董家渡聖フランシスコ・ザビエル教会（上海市黄浦区）
  - 聖フランシスコ・ザビエル教会（マカオ特別行政区）
- フィリピン
  - 聖フランシスコ・ザビエル教会（バタンガス州Nasugbu）
- マレーシア
  - 聖フランシスコ・ザビエル教会（マラッカ）
- シンガポール
  - 聖フランシスコ・ザビエル教会（英語版）
- アメリカ
  - 聖フランシスコ・ザビエル聖堂（英語版）（アイオワ州ダイアーズビル）
  - サン・ハビエル・デル・バック伝道教会（英語版）（アリゾナ州ツーソン近郊） - 1699年にキノ神父によって設立[21]。

### ザビエルゆかりの聖堂、遺物所在地など

#### 日本国内
- カトリック神田教会（東京都千代田区）[18]、関町教会（東京都練馬区）[22]、上記の山口サビエル記念聖堂および鹿児島カテドラルザビエル教会には、ザビエルの遺骨が安置されている。
- カトリック関口教会（東京都文京区） - ザビエルの胸像型の聖遺物容器が展示されている（腕の遺骨の小片）。
- 大分トラピスト修道院展示室（大分県速見郡日出町） - 2008年イエズス会ローマ本部より聖フランシスコ・ザビエル右腕の小片（皮膚）が寄贈された。展示室内に常時顕示されている[23]。

#### 日本国外
- ザビエル城付属聖堂（スペイン・ナバラ州） - ザビエルの出身地。※「ザビエル」は彼以前からの地名（上記「人名について」参照）。
- ボム・ジェズ教会（インド・ゴア） - ザビエルの遺体が安置されている[24]。
- ジェズ教会（イタリア・ローマ） - ザビエルの遺体の一部が安置されている。
- 聖ヨセフ修道院および聖堂（中華人民共和国・マカオ特別行政区） - ザビエルの上腕部の遺骨が安置されている。

### 銅像・記念碑など

#### 日本
※府県の配列はザビエルの来訪順

##### 鹿児島県
- ザビエル来鹿記念碑[注釈 7]（鹿児島市） - 元は記念教会だったが太平洋戦争中に空襲で焼失。1949年（昭和24年）、ザビエル来航400年を記念して造営されたザビエル公園に、記念教会の廃材を使用し1961年（昭和36年）に設置。奥にはザビエルの胸像(作者・柳田菖)がある。市電「高見馬場」または「天文館通」電停下車、鹿児島カテドラル・ザビエル教会向かいの「ザビエル公園」内。
  - ザビエル、ヤジロウ、ベルナルドの銅像 - ザビエル来航450周年を記念して、1999年（平成11年）にザビエル公園内に設置。
- ザビエル上陸記念碑（鹿児島市） - ザビエル一行が薩摩国祇園之洲あたりに上陸したことを記念して、鹿児島市祇園之洲公園に1978年（昭和53年）に設置。かつてこの公園（新祇園之洲）は浅瀬の干潟で1970年代の埋め立てによって作られた土地。実際の上陸地は旧祇園之洲よりもさらに内陸の、稲荷川河口付近であったと考えられる。市バス「祇園之洲公園」バス停下車。
- ザビエル会見記念碑（日置市） - 1949年、ザビエル来航400年を記念して、ザビエル一行が島津貴久に謁見したとされる伊集院一宇治城跡に設置。JR伊集院駅下車、または鹿児島市から車で約30分[25]。

##### 長崎県
- ザビエル来航記念碑（平戸市） - 1949年、ザビエル来日400年を記念して崎方公園内に建立（ザビエルの平戸訪問は1550年）。
- ザビエル記念像（平戸市） - ザビエルの平戸来航を記念して、カトリック平戸教会（現:平戸ザビエル記念教会）前に1971年（昭和46年）建立。これ以降、同教会は「聖フランシスコ・ザビエル記念教会」の通称で呼ばれるようになり、現在は名称も「平戸ザビエル記念教会」に改められている。
- このほか、長崎市の日本二十六聖人記念館に『ザヴィエル像』（フレスコ、1966年長谷川路可作）がある（ザビエル来日時、まだ長崎は存在しておらず訪れてない）。

##### 山口県
- 聖サビエル記念公園（山口市） - 日本最初の教会跡地にある記念公園。サビエル記念碑も設置されている。また、毎年12月には「日本のクリスマスは山口から」フェスタが開催されている（1997年スタート）。JR上山口駅または日赤口バス停で下車。
- 「聖フランシスコ・ザビエル下関上陸の地」の碑（下関市） - 唐戸市場そばにある。1550年11月頃にザビエルが下関に上陸したことを記念している。

##### 大阪府
- ザビエル公園（堺市堺区） - ザビエルを手厚くもてなしたとされる豪商日比屋了慶の屋敷跡付近に1949年に開園した。正式名称は「戎公園」だが、開園年がサビエル来日400年にあたり、『聖フランシスコ・ザヴィエル芳躅碑』が設置されたことから「ザビエル公園」と通称されている。

##### 大分県
- 聖フランシスコ・ザビエル像（大分市大手町） - ザビエルの来航を記念して遊歩公園内に建立。左手に十字架を持ち、右手を掲げたザビエルの像で、彫刻家佐藤忠良による1969年（昭和44年）の作品である。背後には、世界地図のレリーフにザビエルのヨーロッパから日本にいたる航路を描き込んだモニュメントも設置されている。JR大分駅から徒歩約10分。
- 聖フランシスコ・ザビエル像（大分市要町） - 2015年（平成27年）2月21日にオープンした大分駅府内中央口（北口）駅前広場に、南蛮世界地図を挟んで大友宗麟公像と向き合う形で建立されている[26]。

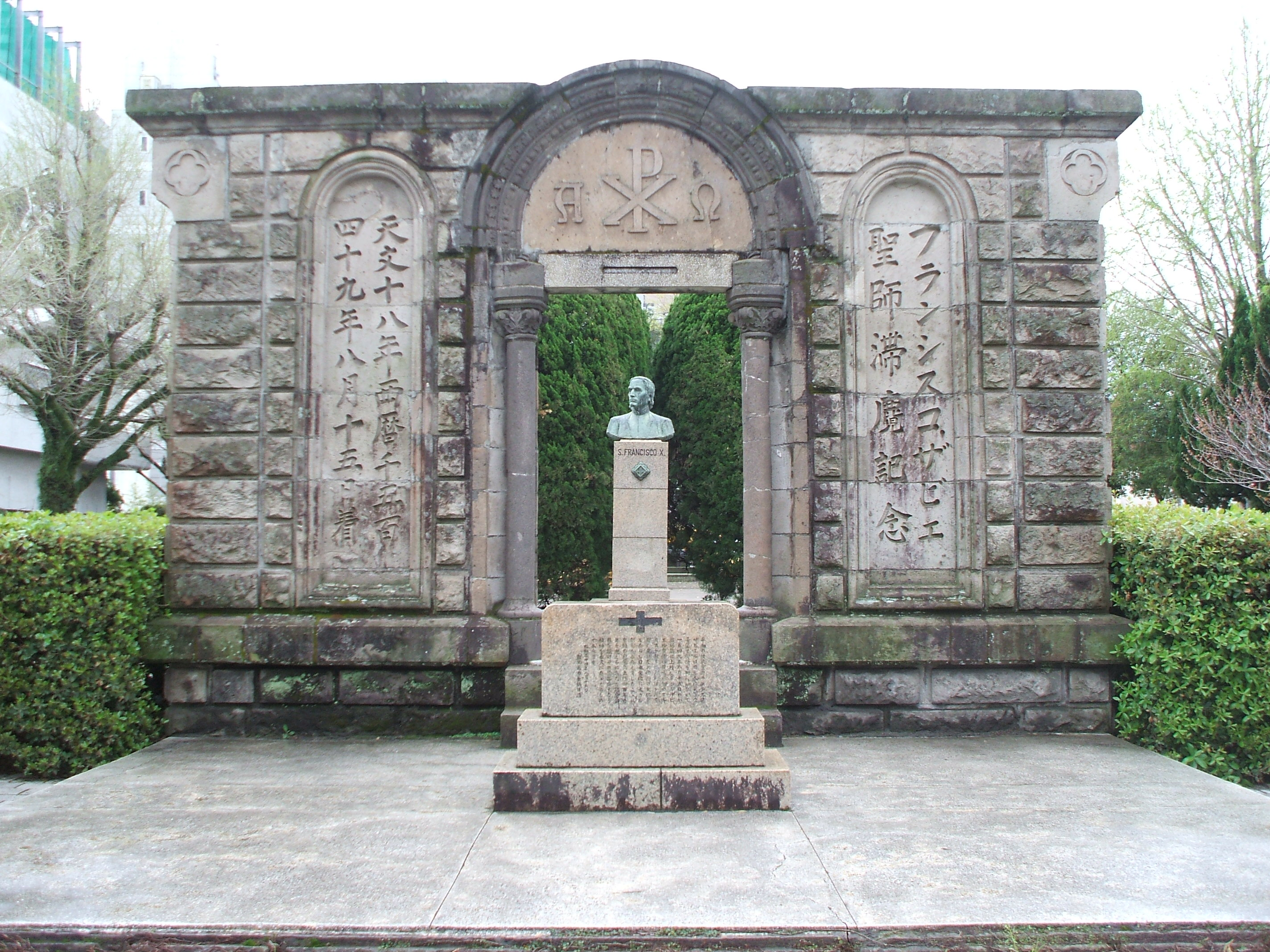
鹿児島市のザビエル来鹿記念碑
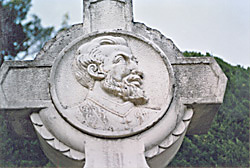
平戸市のザビエル来航記念碑（部分）
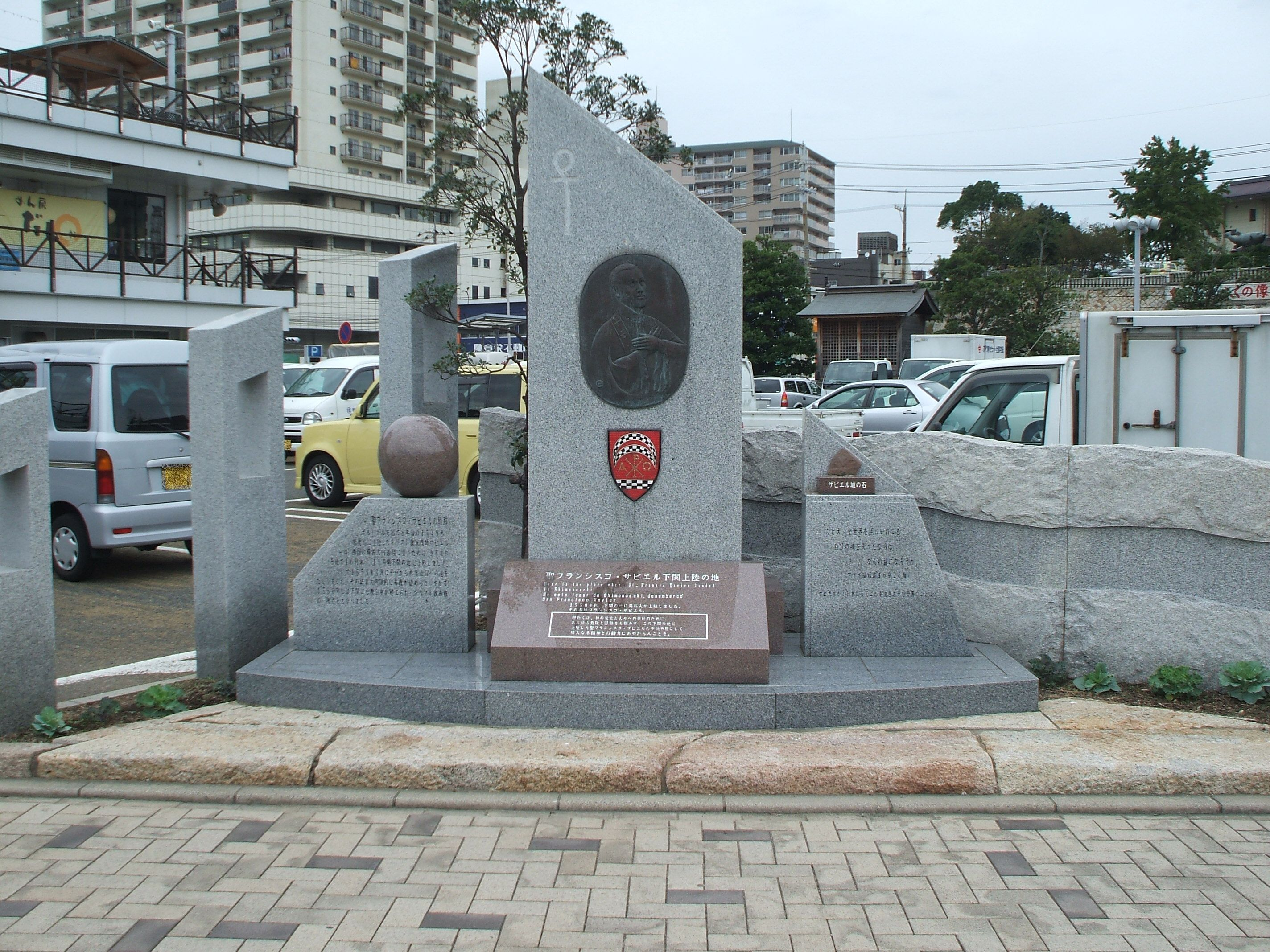
下関市の聖フランシスコ・ザビエル下関上陸の地碑
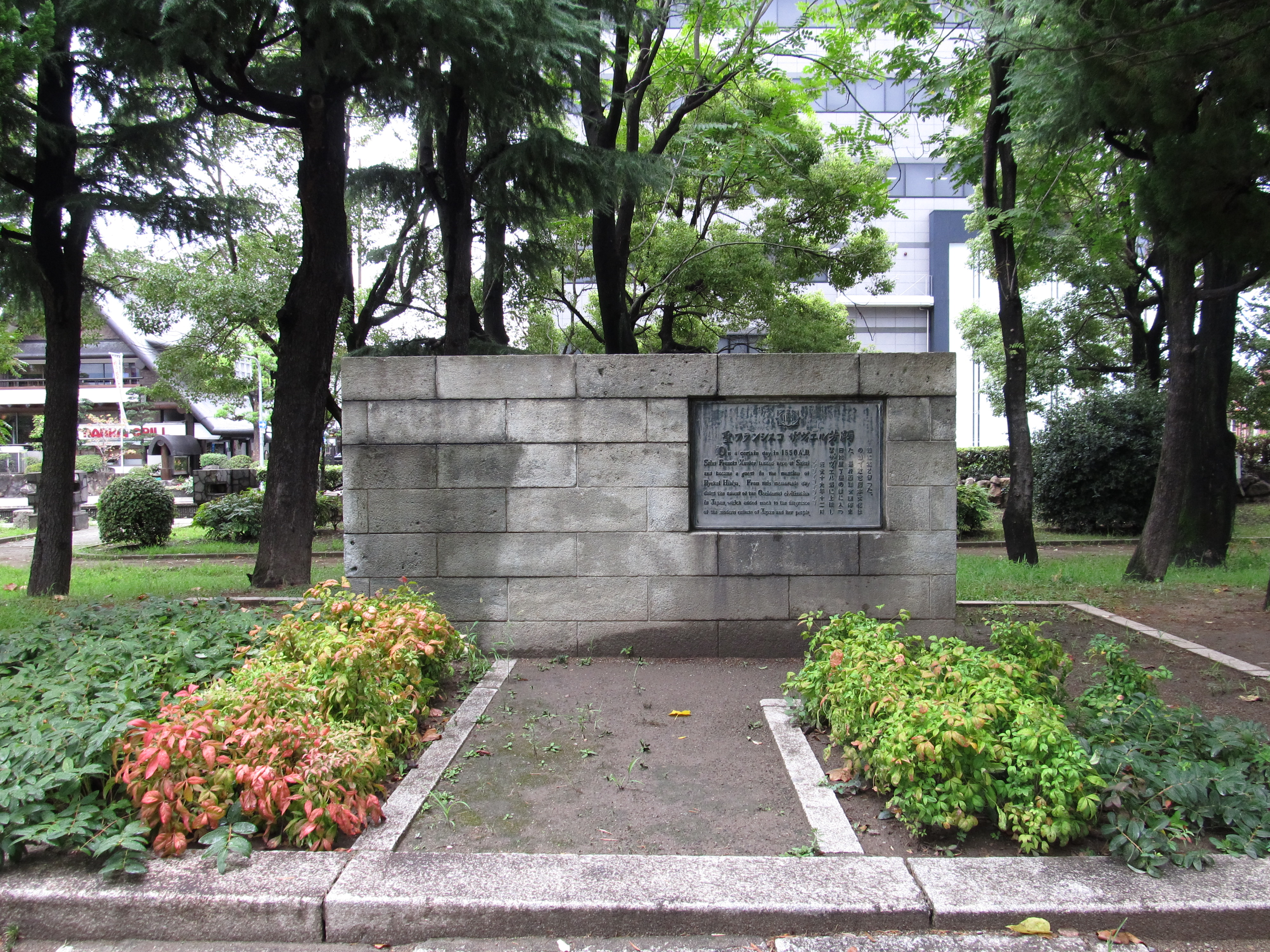
堺市堺区のザビエル公園にある聖フランシスコ・ザヴィエル芳躅碑
大分市大手町の聖フランシスコ・ザビエル像

#### 日本国外

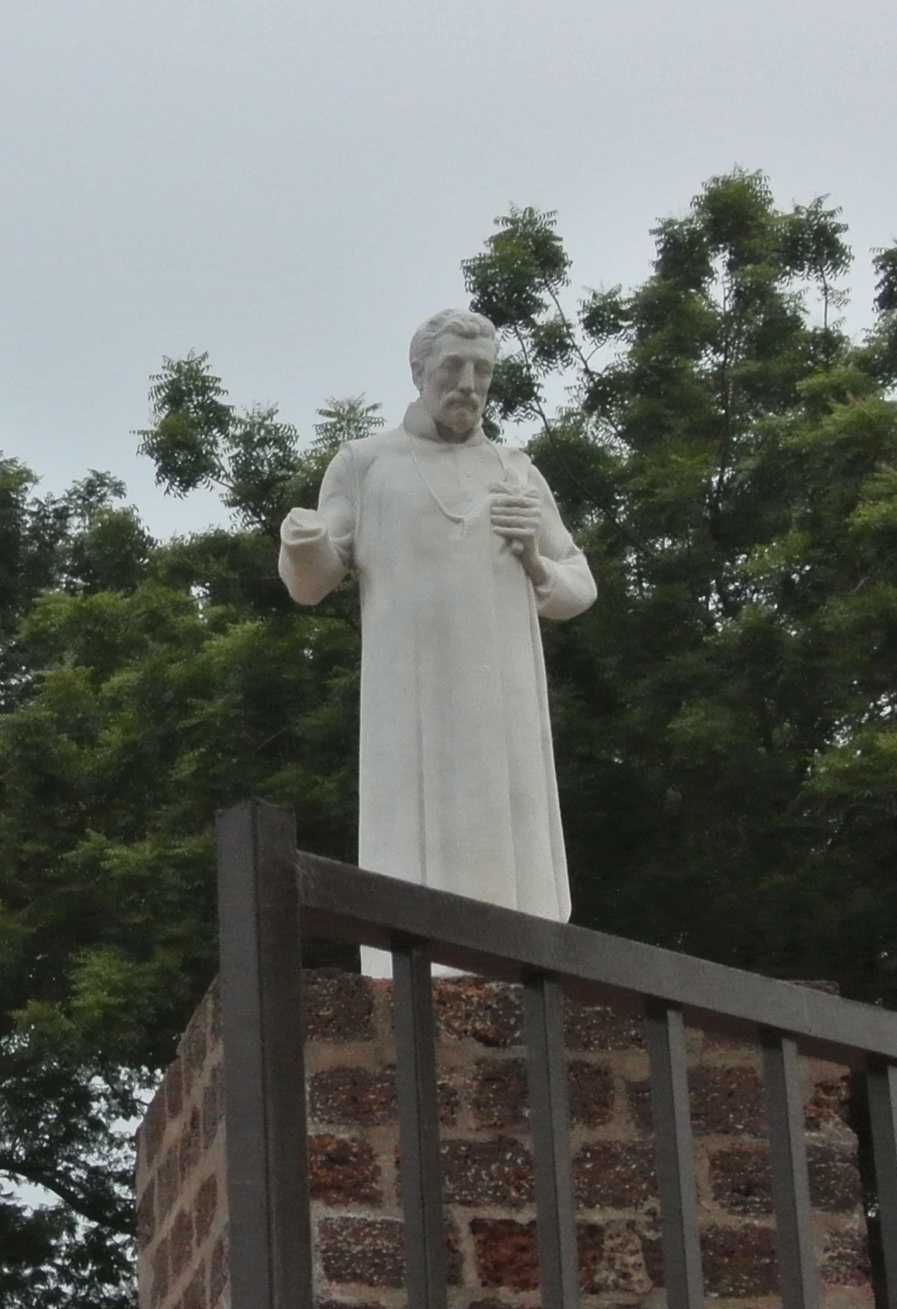
セントポール教会跡（マレーシア、マラッカ） - 右手のないザビエル像が立つ
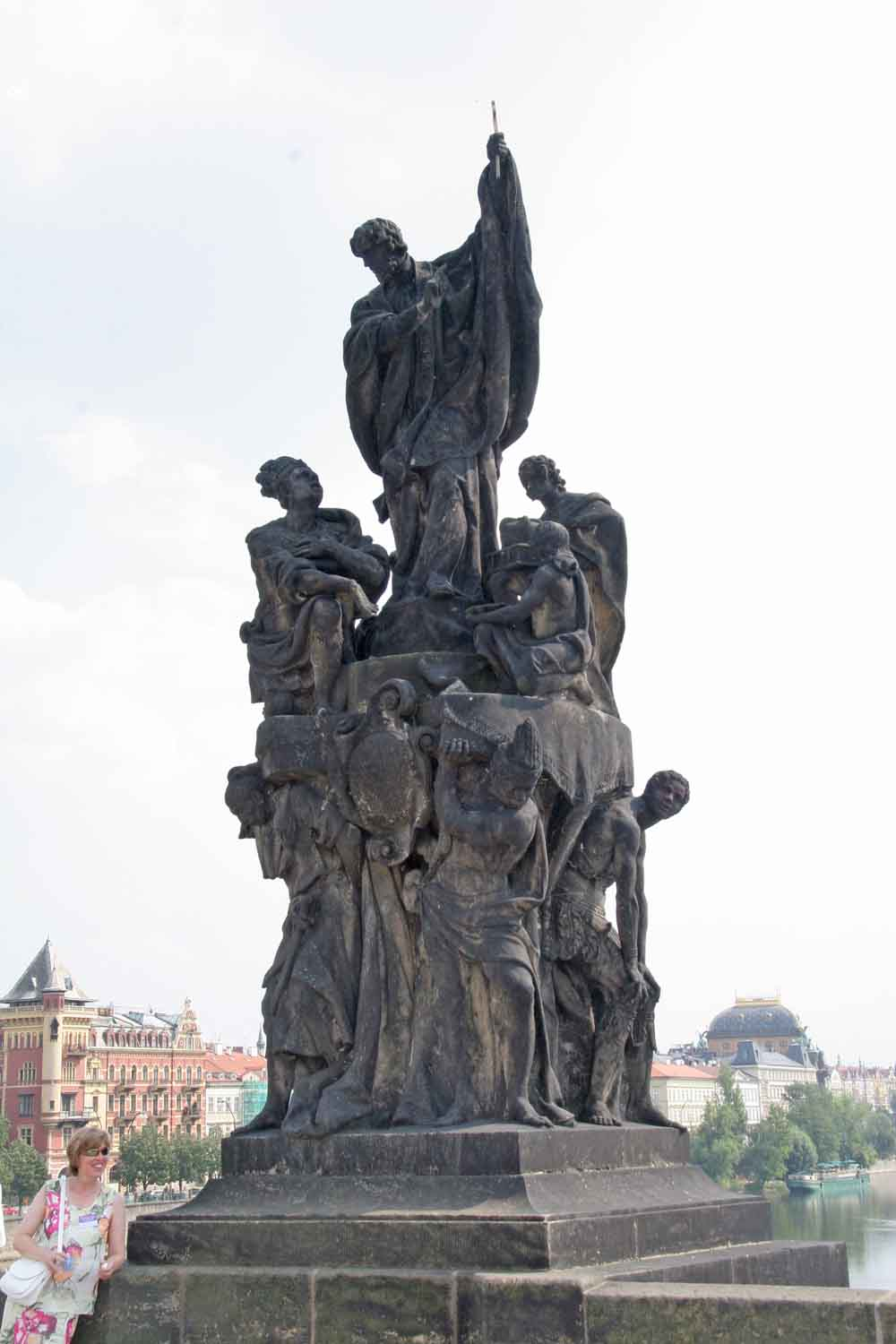
プラハ、カレル橋の欄干にあるザビエル像
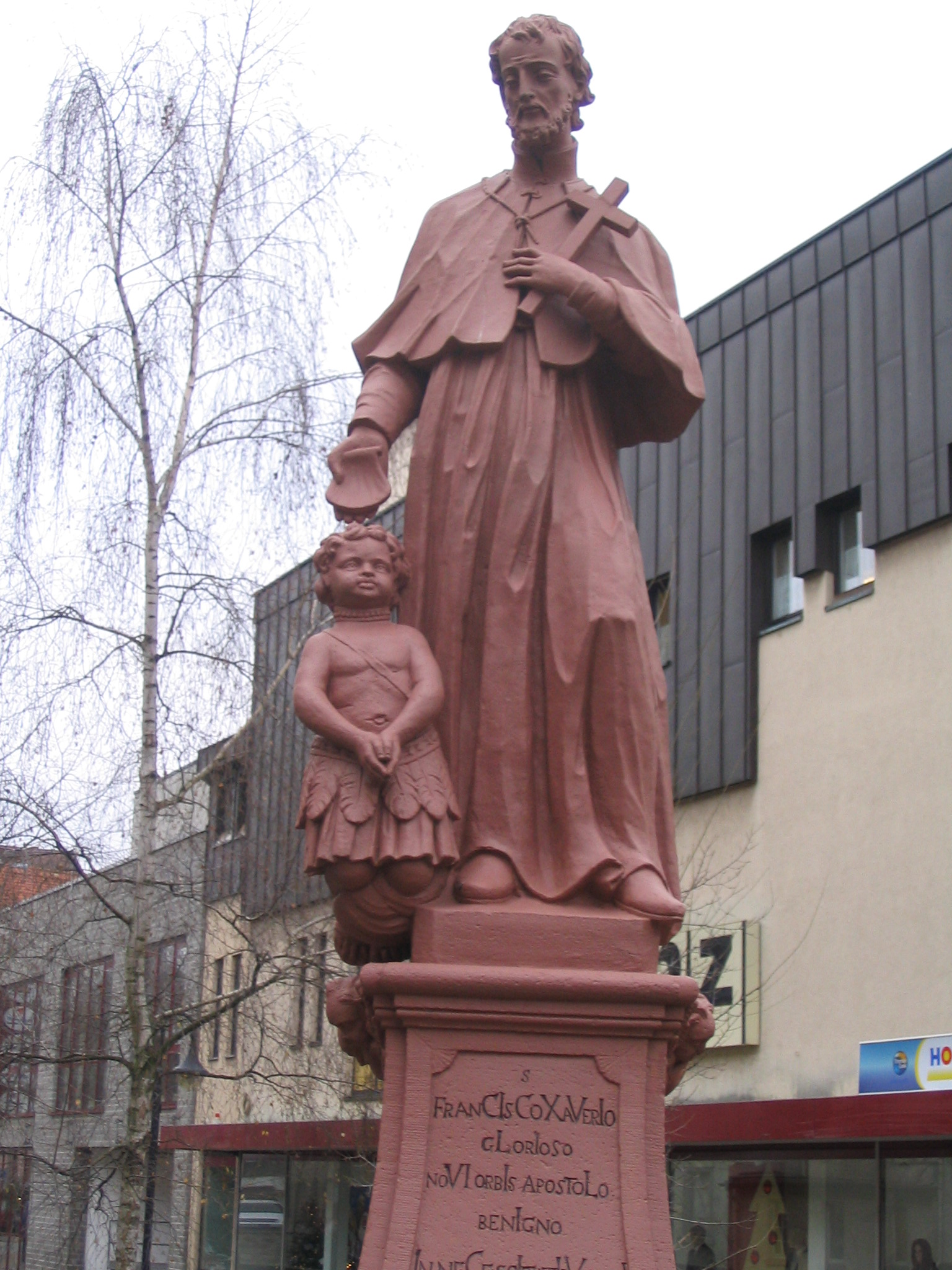
ベンスハイム、中央橋の東端にあるザビエル像

### ザビエルを描いた美術作品

#### 『フランシスコ・ザビエル肖像』（重要文化財）
彼の福者認定（1619年）または列聖（1622年）以降に日本で作成されたと推定される。作者は不明で、落款の壷印（狩野派を示す）と「漁夫」（ペトロを示す）の署名から狩野派の絵師ペトロ狩野（狩野源助）とする説があるが確証はない。大阪府茨木市の隠れキリシタンであった東藤嗣宅に伝わる「開けずの櫃」から1920年（大正9年）に発見された。発見時のモノクロ写真から、保存学者の神庭信幸は、掛け軸だったのが額縁入りに仕立て直されたほか、制作時に使われた真鍮が変色して黒っぽかった頭光が、発見後に黄色に描き足されたと推測している。現在神戸市立博物館蔵。発見された東家の向いに茨木市立キリシタン遺物史料館がある。
この頭頂部を刈り取った髪型（トンスラ）の肖像が日本人に大変よく知られている。

#### 『紙本著色聖母子十五玄義・聖体秘跡図』（重要文化財）

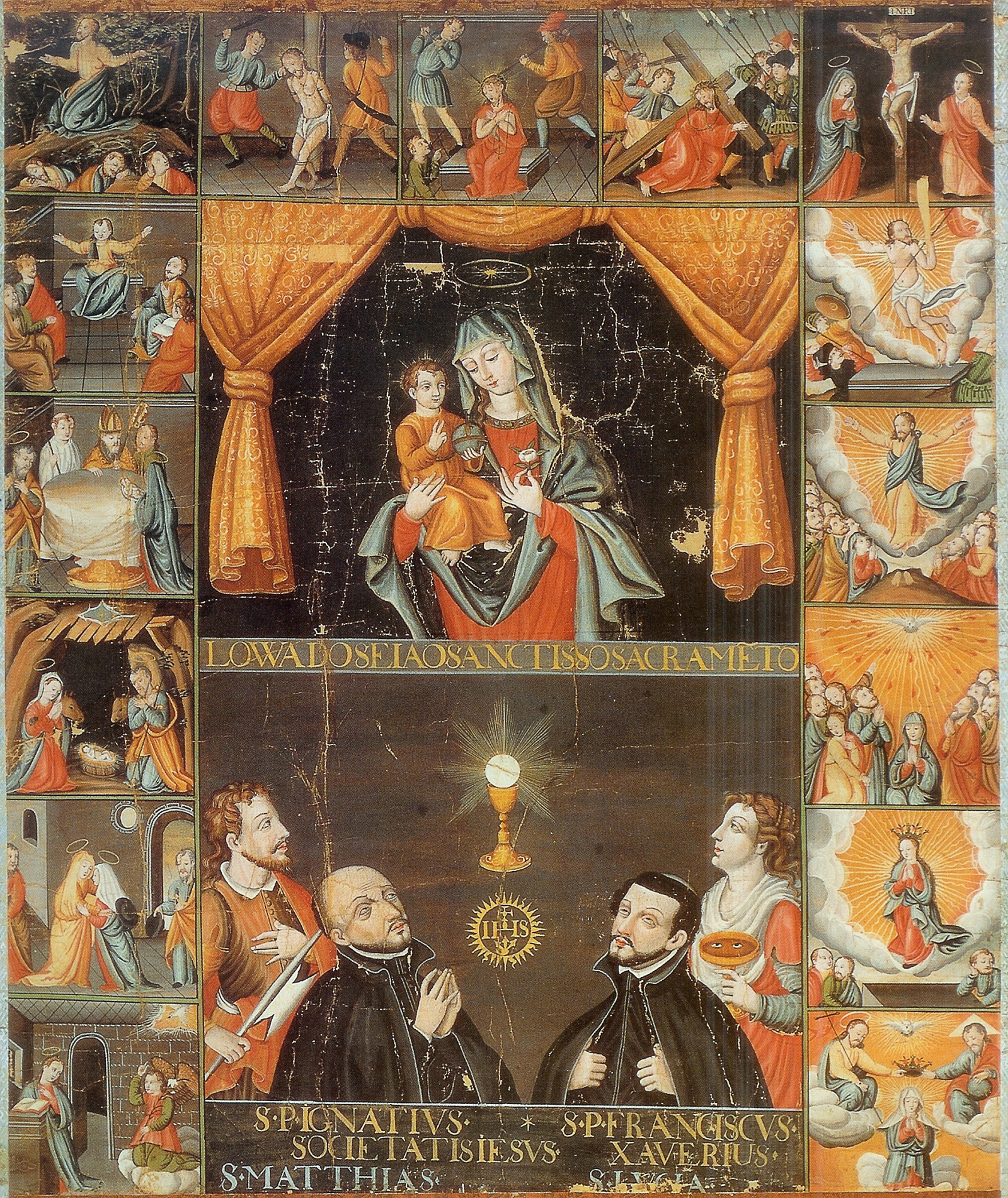
『紙本著色聖母十五玄義・聖体秘跡図』（重要文化財、京都大学総合博物館所蔵）

京都大学総合博物館所蔵。画面下の前列にロヨラ（左）とザビエル（右）を描く。「隠れキリシタンの里」であった大阪府茨木市の下音羽地区の民家から発見されたもので、イエズス会のセミナリヨで西洋絵画の技法を学んだ日本人画家による作品と推定される。

#### その他日本国内
- 『臨終の聖フランシスコ=ザビエル』、『聖ザビエル日本布教図』（日本画、1949年長谷川路可作） 鹿児島カテドラル・ザビエル教会内。

#### 日本国外
- 日本聖殉教者教会（チヴィタヴェッキア、イタリア） - 『聖フランシスコ・ザビエル』（フレスコ天井画、1954年長谷川路可作）
- ウルバノ大学（ローマ） - 『聖ザヴェリオ』（フレスコ、1956年長谷川路可作）

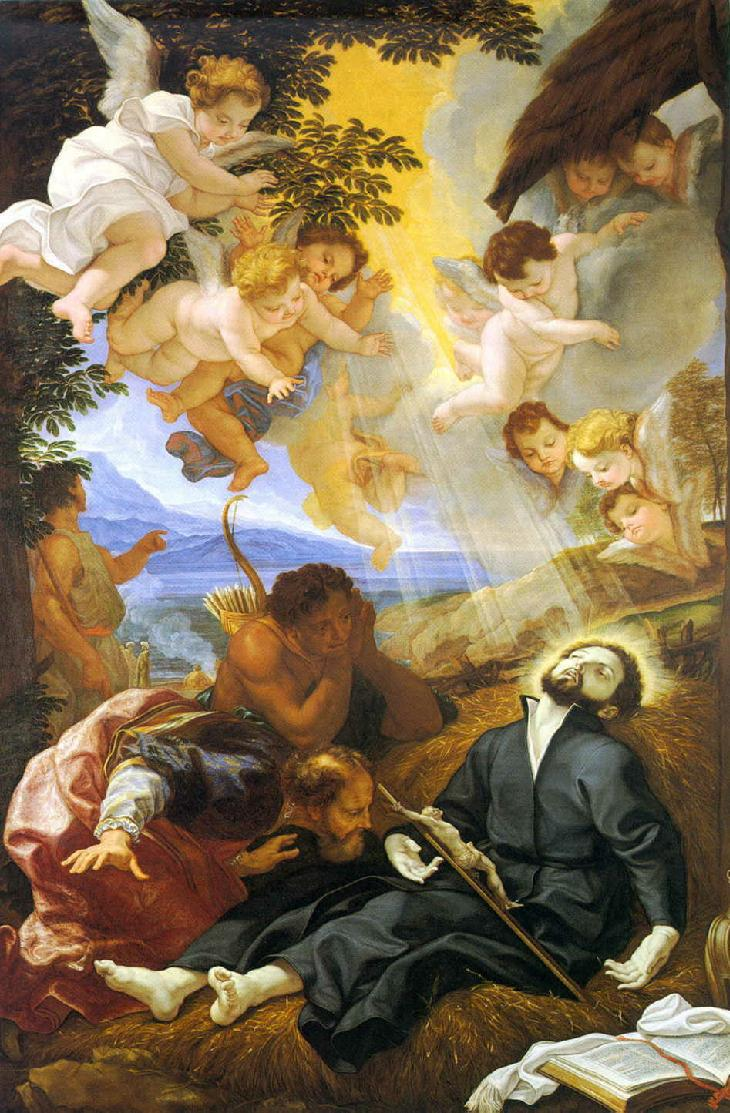
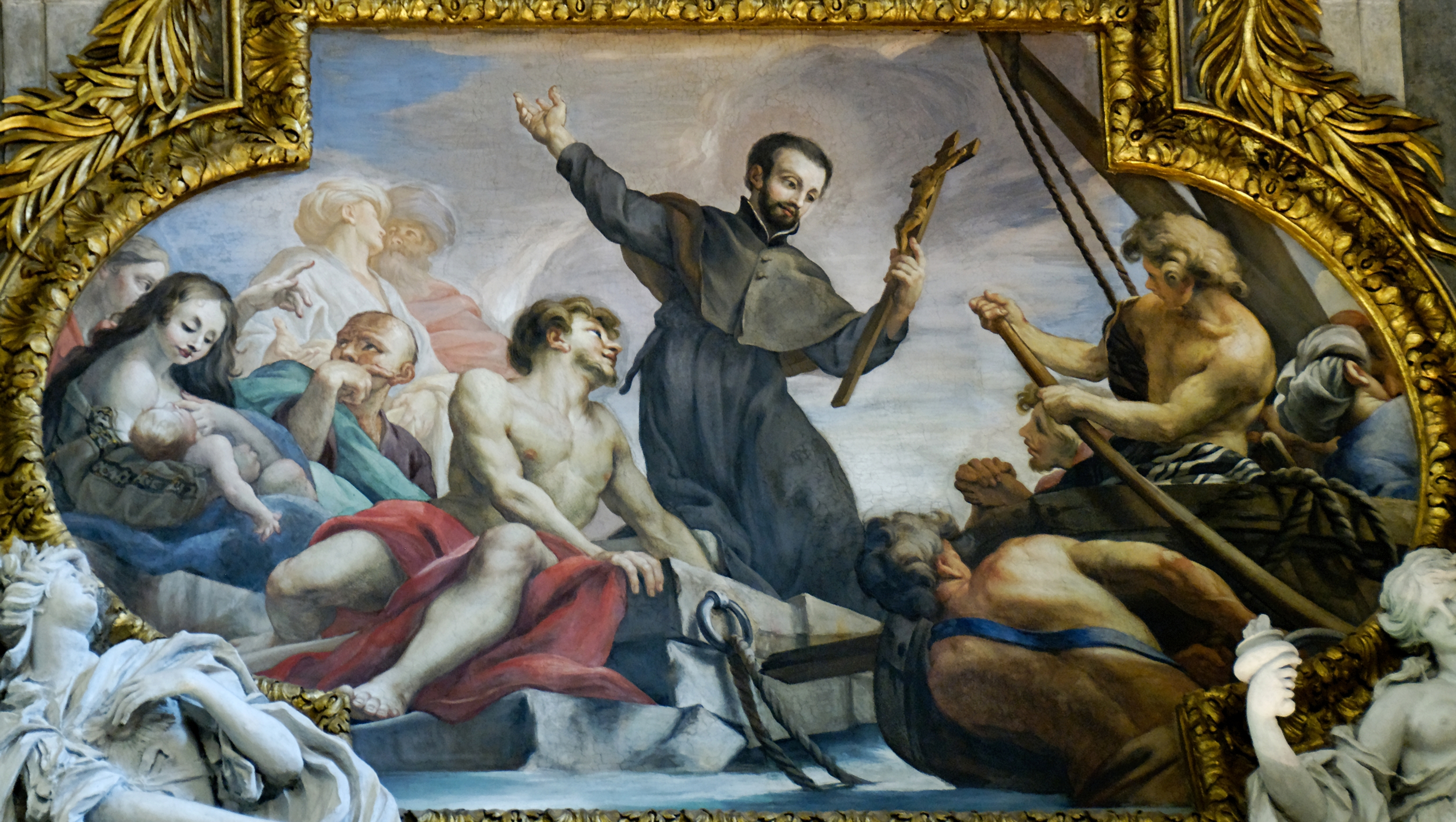
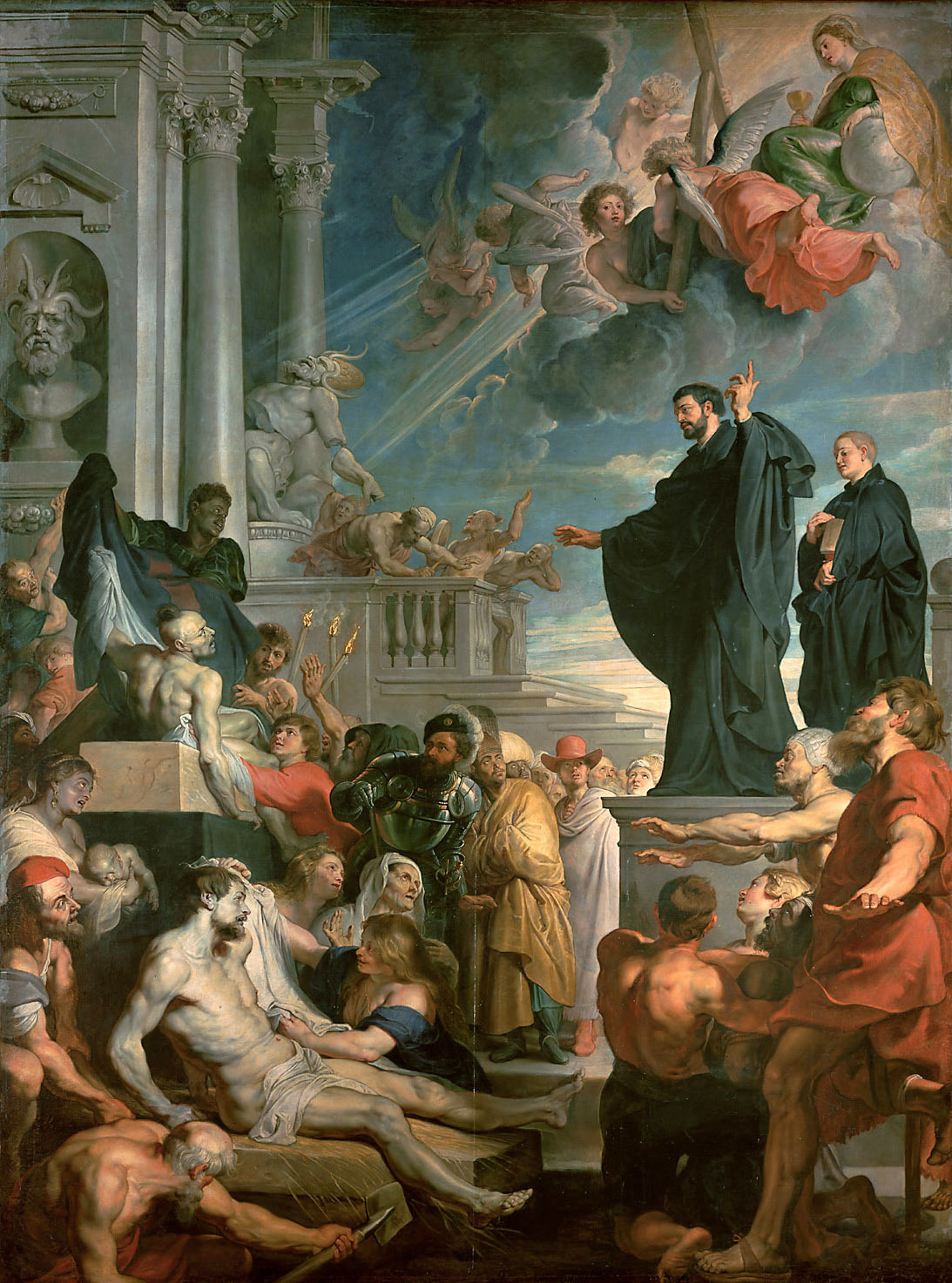
ピーテル・パウル・ルーベンス『聖フランシスコ・ザビエルの奇蹟』
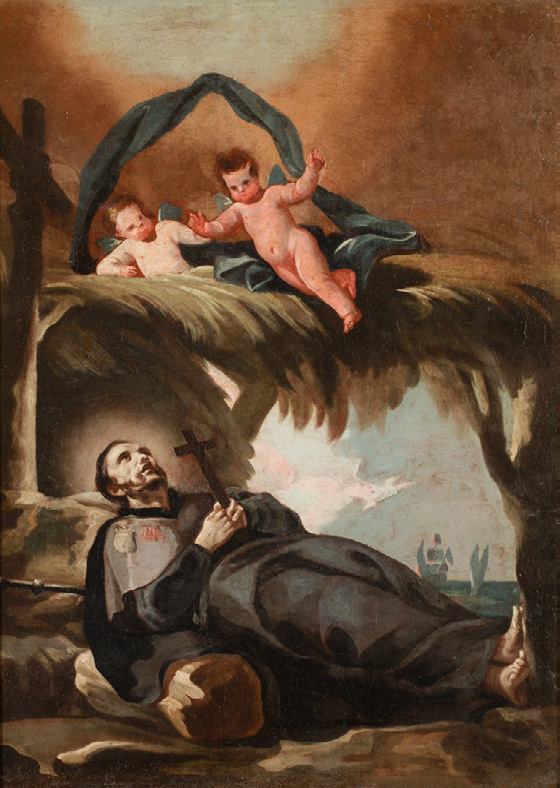
フランシスコ・デ・ゴヤ『フランシスコ・ザビエルの死』

### ザビエルにちなんだ修行
聖フランシスコ・ザビエルに対する9日修行がある。3月4日から12日まで行う。9日にわたる修行の形式の起こりは、イエズス・キリストが昇天ののち9日で聖霊降臨したことにある。特に聖人ザビエルに対する祈祷の起源は、イタリアの17世紀の神父フランシスコ・マストリリ（it:Marcello Mastrilli）が発起したことにある。30歳のとき聖母マリアの祝典の際に重傷を負った神父が蘇生する際、ザビエルが旅人の姿で現れ、東洋での宣教を説いたことに基づく。神父は時の教皇ウルバヌス8世の許可を受けてインドのゴア、マカオ、マニラを経て1637年（寛永14年）に来日するにいたった。なお、3月12日は聖ザビエル及び聖イグナチオ・デ・ロヨラの列聖日にも当たる。

### ザビエルが守護聖人とされている国・地域
ザビエルはカトリック教会によって日本、インド、インドネシア、マレーシア、オーストラリア、ニュージーランド、モンゴル、中華民国や東インド諸島のほか、以下の都市や地域の守護聖人とされている。
| - 日本 - インド - ゴア - アガルタラ - アフマダーバード - ムンバイ - アメリカ合衆国 - アレクサンドリア - グリーンベイ - インディアナポリス - ジョリエット - オーストラリア | - インドネシア - ボルネオ島 - 南アフリカ共和国 - ケープタウン - バングラデシュ - ディナジプール - ドイツ - フライジング - フィリピン - カバンカラン - ナスグブ - アレグリア | - ケニア： - マリンディ教区 - スペイン - ナバラ州 - ニュージーランド - クロアチア - ザグレブ - マレーシア - マラッカ州 - モンゴル - 中華民国 - スイス - ルツェルン |

## 国外の評価
英国国教会とルーテル教会はフランシスコ・ザビエルを崇敬し、命日の12月3日を記念日としている。ザビエル死後の宣教師や日本人の殉教者のキリスト教信仰についても高く評価されており、英国国教会は1959年に豊臣秀吉が26人の殉教者（日本二十六聖人）を処刑した日の翌日である2月6日を記念日とした。アメリカ福音ルター派教会でも、2月5日を記念日としている。アメリカ合衆国の歴史家ジョージ・エリソンはキリスト教徒迫害の責任者をナチスのホロコーストで指導的な役割を果たしたアドルフ・アイヒマンと比較した。